# Kraftwerk Belle River
Das Kraftwerk Belle River ist ein Kohlekraftwerk von DTE Energy in Michigan. Es liegt direkt gegenüber dem älteren Kraftwerk St. Clair und teilt sich mit ihm das Kohleterminal am St. Clair River, einem Teil des Sankt-Lorenz-Stroms, an der Grenze zu Kanada. Belle River verbrennt schwefelarme Kohle aus dem Westen der USA, die über die großen Seen herantransportiert wird.
Das Kraftwerk wurde am 11. Oktober 1985 offiziell in Betrieb genommen.
1999 wurden drei Gasturbinen zur Spitzenlastabdeckung mit insgesamt 256 MW Leistung installiert.
| Block | Installierte Leistung (MWe) | In Betrieb genommen |
| ----- | --------------------------- | ------------------- |
| 1     | 697,5                       | 1984                |
| 2     | 697,5                       | 1985                |